# Mettinghausen
Mettinghausen ist ein Dorf mit ungefähr 300 Einwohnern, gehört zur Stadt Lippstadt, Kreis Soest in Westfalen und befindet sich nördlich der Lippe.

## Geschichte
Die erste urkundliche Erwähnung des Ortes Mettinghausen geht auf eine Stiftungsurkunde der Pfarrkirche Hörste aus dem Jahre 1194 zurück in der die Äcker in „Methinchusen“ erwähnt sind. Wie die Nachbarorte am nördlichen Ufer der Lippe, Mantinghausen und Niederdedinghausen, geht auch Mettinghausen auf altsächsische Ansiedlungen zurück, worauf die Verwendung des Wortteils -husen (für Häuser, Siedlung) hindeutet. Es ist anzunehmen, dass es sich bei Methin um den ersten Siedler beziehungsweise den Gründer des Ortes handelte.
Mit der Gründung des Altkreises Büren im Jahr 1816 wurden die Dörfer und Bauerschaften Mantinghausen, Rebbeke, Mettinghausen und Niederdedinghausen zur Gemeinde Rebbeke zusammengeschlossen. Bei der Einteilung der Landkreise in Ämter, die 1841 genehmigt wurde, kam Rebbeke zum Amt Boke, das 1859 mit dem Amt Salzkotten zum Amt Salzkotten-Boke zusammengelegt wurde. Mantinghausen schied 1861 aus der Gemeinde Rebbeke aus. Am 1. Januar 1975 wurde mit der Verwaltungsreform sowohl der Kreis Büren als auch der benachbarte Kreis Lippstadt aufgelöst und die Gemeinde Rebbeke der neuen Stadt Lippstadt im Kreis Soest zugeordnet.
Im Kreiswettbewerb 2011 „Unser Dorf hat Zukunft“ erreichte Mettinghausen zusammen mit der Gemeinde Rebbeke  Platz drei.

## Freier Stuhl

Freistuhl-Stein

Auf einem Sandhügel links des Boker-Heide-Kanals, an der Grenze Lipperodes, Westenholz, Mettinghausen und Mastholte, steht ein dreieckiger Stein. Er trägt drei verschiedene Wappen: Die lippische Rose, den Adler mit den Buchstaben WAGzR, das heißt Wenzel August Graf zu Rietberg und ein Rautenwappen mit dem bayerischen Löwen sowie den Buchstaben CABiP, das heißt Clemens August, Bischof zu Paderborn. Dieser verstarb 1761. Daher ist die in den Stein eingeschlagene Jahreszahl 1757 zutreffend. Der Stein markiert die Stelle des ehemaligen „Freystuhls“. Im Jahre 1565 wurde dem Grafen zu Waldeck berichtet, dass bei den „wendischen Specken“ zu Lipperode seit uralten Zeiten drei freie Stühle gestanden hätten, die zu Paderborn, Rietberg und Lippe gehörten (Wendische Specken bedeutet, dass ein Stück Land denen zu Wend gehört hat, das in einer sumpfigen Gegend lag). An dieser Stelle tagte im Mittelalter ein Freigericht, das nur über oder gegen „Freie“, auch Grafen und andere Landesherren, verhandelte. Für Abhängige und Leibeigene war das sogenannte Gogericht zuständig. Aufgabe des Freistuhlgerichts war die Beurkundung von Eigentumswechseln an Grundstücken, von Schenkungen, von Ansprüchen und Pflichten aus einem Hofbesitz. Dies übernimmt heute der amtlich bestellte Notar. Zum letzten Mal wurde der „freye Stuhl“ am 4. Mai 1771 von Graf Philipp Ernst zu Lippe-Alverdissen in einer Bittschrift an Kurfürst Max Friedrich von Köln erwähnt.

## Religion
Die überwiegende Mehrheit der Bevölkerung sind Christen, die der römisch-katholischen Kirche angehören. Mettinghausen gehört zur Pfarrgemeinde der Pfarrkirche St. Martinus, die sich auf der gegenüberliegenden Lippeseite im Ort Hörste befindet (siehe dazu auch im Artikel Hörste den Abschnitt Kirchen).

## Vereine

### Grün-Weiß Mettinghausen
Kurz vor dem Zweiten Weltkrieg bis in die frühen 1950er Jahre gab es eine Fußballmannschaft, die unter dem Namen Grün-Weiß Mettinghausen auftrat und teilweise eine Spielgemeinschaft mit Lipperode bildete.

### Sportverein SC84 Mettinghausen e.V.
1984 schlossen sich mehrere Fußballbegeisterte zusammen und gründeten eine Hobbymannschaft. Die Voraussetzung um Fußball zu spielen wurde im Juli 1980 geschaffen, als die Stadt Lippstadt das Grundstück hinter der ehemaligen Bäckerei Kieke pachtete und dort einen Bolzplatz einrichtete. Die Hobbymannschaft absolvierte in den Jahren 1984–1989 jährlich ca. 20 Feldspiele und nahm an fünf bis zehn Pokalturnieren teil. Zusätzlich organisierte man ein „Spiel ohne Grenzen“, bei dem die Mettinghauser Mannschaften und Bürger mit eingebunden wurden.
Aus diesen Anfängen ist ein Sportverein mit vielen Aktivitäten geworden. Mettinghauser jeden Alters finden im SC  die Möglichkeit, sich sportlich zu betätigen.

### Schützenverein: Heimatschutzverein Mettinghausen 1913 e.V.
Das alljährliche Schützenfest auf dem Zeltplatz findet am zweiten Augustwochenende statt.